# Alexander Dinghas

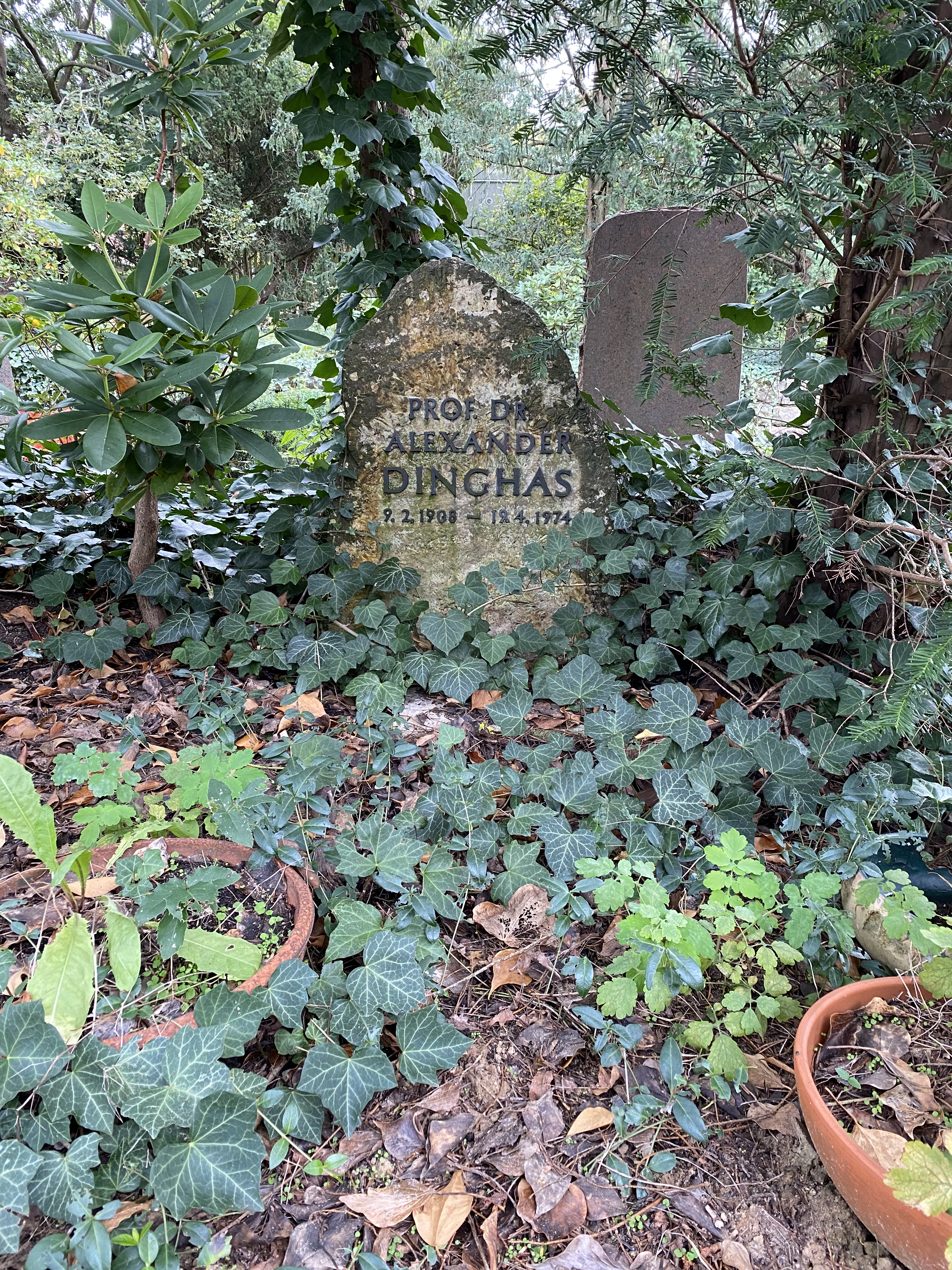
Grabstätte (Abt. 24 B 23)

Alexander Dinghas (* 9. Februar 1908 in Smyrna (Izmir); † 19. April 1974 in Berlin) war ein griechischstämmiger deutscher Mathematiker.

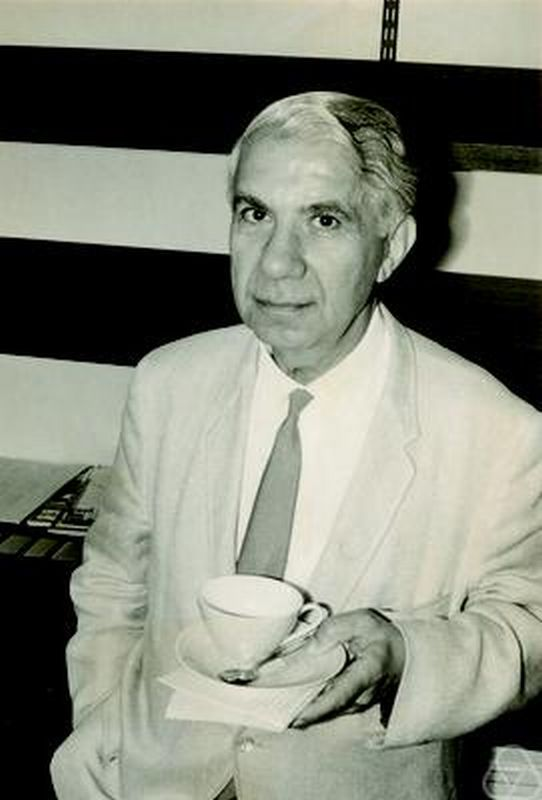
Dinghas 1967 in Erlangen

## Leben und Wirken
Dinghas war der Sohn eines Volksschullehrers und ging in Athen, wohin die Familie 1922 von Smyrna zog, auf das Gymnasium. Ab 1925 studierte er Maschinenbau und Elektrotechnik in Athen (Diplom 1930) und ab 1931 Mathematik, Physik und Philosophie in Berlin an der Friedrich-Wilhelms-Universität, wo er 1936 bei Erhard Schmidt promoviert wurde (Beiträge zur Theorie der meromorphen Funktionen). 1939 habilitierte er sich dort. Da er kein deutscher Staatsbürger war, war seine Karriere in Berlin zunächst behindert. 1947 wurde er ordentlicher Professor an der Humboldt-Universität und 1949 an der FU Berlin, zeitweise als Direktor des mathematischen Instituts. 1951 wurde er daneben Honorarprofessor an der TH Berlin. Er war unter anderem Gastprofessor der Fordham University in New York und der Columbia University (1953).
Dinghas beschäftigte sich vor allem mit Funktionentheorie (Nevanlinna-Theorie, Wachstum subharmonischer Funktionen). Er befasste sich aber auch mit Differentialgleichungen und Differentialgeometrie (wie sein Lehrer Schmidt arbeitete er über das Isoperimetrische Problem in Räumen konstanter Krümmung).
1931 bis zur Scheidung 1949 war er mit der Pianistin Fanny Grafiadou verheiratet. 1962 bis 1966 und 1969 bis 1971 war er Vorsitzender der Berliner Mathematischen Gesellschaft. Er war korrespondierendes Mitglied der Heidelberger Akademie der Wissenschaften, Mitglied der finnischen (1973) und der norwegischen Akademien der Wissenschaften (1957).
Alexander Dinghas starb 1974 im Alter von 66 Jahren in Berlin. Sein Grab befindet sich auf dem Waldfriedhof Dahlem.

## Schriften
- Vorlesungen über Funktionentheorie, Springer 1961
- Minkowskische Summen und Integrale. Superadditive Mengenfunktionale. Isoperimetrische Ungleichungen (1961)
- Einführung in die Cauchy-Weierstrass'sche Funktionentheorie, BI, 1968
- Zur Differentialgeometrie der klassischen Fundamentalbereiche, Springer 1974